# L'Odi Social
L'Odi Social fue una banda española de hardcore punk de Barcelona (Cataluña), fundada a finales de 1981 con el nombre de Odi Social. Se mantuvieron activos hasta 1992 y se les considera uno de los grupos fundacionales de la escena hardcore punk barcelonesa, junto a grupos como Último Resorte, Shit S.A., Anti/Dogmatikss, GRB o Subterranean Kids. Dentro de esta escena, se les recuerda, entre otras razones, por ser uno de los primeros grupos que emplearon la lengua catalana en sus letras y títulos.

«Con un sentido del humor finísimo, a la vez que con una mala leche fruto de un momento histórico complicado, L'Odi Social fueron un referente indiscutible para toda una escena social catalana, la de los Squats, la de los festivales reivindicativos, la de la izquierda menos politizada, más cercana al anarquismo que al comunismo, y con conciencia lingüística propia.»

Durante su existencia, publicaron un EP de cinco canciones, Que pagui Pujol (1986, posteriormente reeditado, con temas extra, como LP y CD), un LP (Esventats, 1990) y participaron en diversas recopilaciones, destacando entre estas la casete Nicaragua Rock 10-5-86, donde se recogía su actuación en dicho festival.
Sus grabaciones fueron recopiladas en el CD Que pagui Pujol + Esventats + Extras por el sello BCore en abril de 2008.

## Historia

### Primeros años
El grupo L'Odi Social, llamado en sus primeros años Odio Social, fue fundado en octubre de 1981 por el bajista Poly (Josep Urpí i Gausachs) y el batería Saina, que previamente habían tocado juntos en el grupo Suburbio. Después de que pasaran algunos otros miembros (un tal Víctor estuvo como guitarrista en los primeros meses), se estableció la formación definitiva, que ya nunca cambiaría, al unirse a Saina y Poly el guitarrista Fernando «Damned» y el cantante Jordi «Gos» (también conocido, en los primeros años, como «Perro», que significa lo mismo que la palabra catalana gos).
Debido a problemas a la hora de reunir el material para poder llevar adelante el grupo (instrumentos, amplificadores, ...), este solo empezó a funcionar con cierta normalidad en 1983, dando sus primeros conciertos en torno a dicha fecha. En diciembre de 1983, por otro lado, Poly comenzó a simultanear sus tareas como bajista de Odio Social con las de vocalista del nuevo grupo Anti/Dogmatikss, del cual seguiría siendo miembro hasta finales de 1985. 
En el año 1984, la actividad pública de Odio Social se incrementó notablemente, de lo cual es testimonio su participación en numerosos conciertos en su ciudad de origen, entre los cuales pueden mencionarse los siguientes: El 29 de enero, en la sala Zeleste, tocaron junto a los grupos Napalm, Residuos Nukleares, Shit S.A. y Anti/Dogmatikss en el festival organizado por los fanzines N.D.F. y Contaminación; el 12 de mayo, lo hicieron, también en un concierto organizado por N.D.F., en el Casal dels Transformadors, junto a Residuos Nukleares; el 14 de mayo, como teloneros de los fineses Rattus, junto a Sentido Común y Residuos Nukleares; y el 27 de octubre, junto a GRB, Anti/Dogmatikss, Napalm, Shit S.A. y Voices, como parte de un concierto de apoyo al «Colectivo Squat de Barcelona», que acababa de realizar su primera acción de ocupación de una vivienda deshabitada en el barrio de Gràcia.
En una entrevista concedida a un fanzine en esta época, declaraban que los temas propios eran compuestos por todos los miembros del grupo, aunque especialmente por Poly («el más paranoico, el que más influye en el grupo»). Tenían en ese momento diez temas propios (incluyendo «Turmix generation», el antimilitarista «Odio obedecer», «Veinte iguales para hoy»  –dirigida contra determinadas radiofórmulas y la alienación de amplios sectores de la juventud mediante la música de discoteca– y «Los vicios se pagan», todos los cuales, salvo el último, grabarían con posterioridad), además de versiones de Flux of Pink Indians, Peter and the Test Tube Babies, GBH, Last Resort y otros. Como principales influencias, mencionaban (Saina y Perro / Gos) a Dead Kennedys, MDC, Crass y Flux of Pink Indians, así como (Poly y Damned) a Blitz, GBH, Discharge y Peter and the Test Tube Babies. En esta lista habría que añadir a The Damned, de quienes eran devotos fanes el guitarrista Damned (como indica su alias) y Poly. En dicho fanzine, reconocían su admiración hacia grupos nacionales como Último Resorte, Shit S.A., Decibelios, N-634 y TNT, entre otros. También mencionaban estar en tratos con el sello independiente alemán Rock-O-Rama (lo cual no fructificó) y la posibilidad de publicar un sencillo en Italia.
Como se infiere de muchos de los nombres mencionados como influencias, Odio Social se alineaban en el ideario del anarcopunk, como la mayoría de bandas de la naciente escena hardcore barcelonesa. En una entrevista concedida al fanzine Insumisión en 1985, Saina, preguntado por la opinión del grupo sobre la anarquía y el pacifismo, explicaba:

«Creemos que [la anarquía] es la única ideología que tiene razón de ser, la única justa. Las demás sólo sirven para llenar los bolsillos de alguien. En cuanto al pacifismo, si no crees en él, no crees en la anarquía».

Símbolo de la Paz.

En dicho lugar, el batería expresaba también la posición de la banda contra el sexismo, el racismo, los skinheads y punks nazis, etc. La vertiente política de Odio Social se expresaría, además de en las canciones, en la invención de eslóganes o lemas como «no destroces tu cuerpo con su droga — droga su sistema con tu caos» y la confección del logo con el nombre del grupo, donde la 'a' de 'social' está inscrita en un círculo (símbolo anarquista, como se sabe) y la primera 'o' de 'odio' es el conocido símbolo de la paz, dibujado de tal manera que de la barra vertical surge un puño que parte en dos una jeringa (símbolo del rechazo de la banda hacia las drogas duras) que a la vez es una ametralladora (símbolo de la guerra).
El 13 de enero de 1985, Odio Social actuaron, otra vez en Zeleste, junto a Anti/Dogmatikss y el grupo hardcore vasco Autodefensa en un concierto nuevamente organizado por N.D.F., que fue grabado con vistas a su posterior publicación. En efecto, poco tiempo después se editaba la casete recopilatoria La lucha continúa!!!, con canciones de los tres grupos que actuaron. Se seleccionaron cinco temas de Odio Social: los ya mencionados «20 iguales para hoy», «Odio obedecer» y «Turmix generation» junto a «Una vez más», cuya letra denuncia las actitudes destroy de muchos punks, y «Ves a sapiguer qui era» («Vete a saber quién era», en catalán coloquial), canción que recupera un poema de Poly que ya había sido empleado por Anti/Dogmatikss («Was a boy? Who?»), aunque con diferente música y ritmo.
En esta época publicaron un panfleto en el que, junto al logo del grupo, collages de imágenes de campos de cruces, soldados, símbolos consumistas, etc., se reproducían las letras de su repertorio del momento. Además de las cinco incluidas en la recopilación, se hallaban las letras de otras cuatro canciones: «Maldita», contra el uso de la heroína; «Es lo que hay», acerca de la posibilidad de una guerra atómica; la antitaurina «La fiesta nacional» (posteriormente cambiarían la 'c' por una 'z') y las imágenes urbanas distópicas de «No hay nada». En el mismo panfleto hay un dibujo de un joven punk un tanto desaseado, sacando la lengua y haciendo el signo de «butifarra» (corte de mangas, según se denomina en catalán). Frente a él hay una jarra de cerveza. Estampadas sobre su chaqueta de cuero se reconocen el símbolo de la paz y las tres equis, símbolo del hardcore punk. Del pelo del joven salta una pulga, la cual profiere las palabras: «L'odi, home!!» («¡¡el odio, hombre!!»).
Los días 20 y 21 de febrero actuaron como teloneros de los grupos alemanes Blut + Eisen y Torpedo Moskau, todavía con el nombre de Odio Social. Fue en el curso de 1985 cuando decidieron pasar a denominarse, en catalán, L'Odi Social. Con el nombre catalanizado se presentaron ya, por ejemplo, en la «2ª acampada per la pau» (acampada pacifista) en Fals, Manresa, los días 3 y 4 de octubre de 1985. De esta época proceden algunos lemas promocionales del grupo, como el mencionado «L'Odi, home!!» o «L'Odi ataka!!» («¡El Odio ataca!»). Para este segundo, se realizó un adhesivo, en el que, junto al lema, figuraba el dibujo de un punk con un pañuelo ocultándole la cara y un cóctel molotov en una mano. También asimilaron la palabra «Ospa!» (aproximadamente equivalente al vocablo «hostia» empleado como taco) como si de uno más de esos lemas se tratara. Estos localismos con intenciones humorísticas, así como la apología de la cerveza (una botella de cerveza con el nombre del grupo estampado se convirtió en una suerte de mascota del mismo), servían como compensación por la a veces excesiva seriedad del discurso anarcopunk.
L'Odi Social terminaron el año 1985 con algunas actuaciones en el País Vasco, de las cuales destaca el concierto en Andoáin en diciembre, concierto del que provienen numerosas fotografías del grupo en directo que fueron utilizadas en posteriores publicaciones y reediciones de material de la banda. También en diciembre, Gos (apareciendo como «Jorgito») colaboró en la grabación de la primera maqueta de Subterranean Kids, cantando en las versiones de «I don't care» (Black Flag) y «Straight edge» (Minor Threat). Poly y Damned también participaron, haciendo coros en «I don't care».
De finales de 1985 es la entrevista antes citada que se publicó en el fanzine Insumisión. Aparte de las declaraciones políticas citadas, el percusionista Saina expresaba su optimismo respecto de la evolución de la escena hardcore barcelonesa e internacional, y ofrecía una nueva lista de los grupos a los que los miembros de L'Odi eran muy aficionados en el momento, lista en la cual, además de algunos de los grupos que ya se citaban en la vieja lista, se añaden los nombres de los norteamericanos Bad Brains, Circle Jerks, Minor Threat, los oscuros State (de Detroit), Battalion of Saints y Angry Samoans; los europeos Lärm, BGK, Declino, Negazione, Blut + Eisen y Razzia; y, entre el producto local, los nombres de GRB (de hecho son los primeros mencionados en esta lista) y Shit S.A.

### Que pagui Pujol(1986)
La creciente popularidad de L'Odi Social en los ambientes underground del punk y el hardcore alcanzó su paroxismo en 1986, año en el que, además de publicar su primer disco propio, sus participaciones en numerosos festivales punk «harían mella en toda una generación». Comenzaron el año grabando en el mes de enero trece canciones, cinco de las cuales se incluirían en dicho disco. Tal vez por la falta de interés de los escasos sellos independientes catalanes, o bien por coherencia con su actitud antisistema, la banda optó por autoeditarse el EP. El prensaje se realizó en Italia, en Pisa, con ayuda de Sandro, del grupo clásico del hardcore italiano CCM. Esta modalidad de autoedición fue seguida muy poco después por GRB, quienes también viajaron a Pisa, y, algo más tarde, por HHH, que prensaron su primer disco en Alemania.
El EP de L'Odi se publicó, en fin, en torno a abril o mayo de 1986, con el título Que pagui Pujol. El título («¡Que pague Pujol!») constituye una invitación a la desobediencia civil y en concreto a negarse a pagar el transporte público: en la portada, cuatro jóvenes punk saltan al unísono las barreras de control de entrada a las dependencias del metro. Como signo del disgusto del grupo hacia el establishment, en la contraportada se encuentra una suerte de subtítulo del disco, que reza «Més odi que mai» («Más odio que nunca»), parodiando el lema «Barcelona, més que mai» lanzado en 1985 por el Ayuntamiento de Barcelona. En la carpeta, desplegable (al estilo de los discos de Crass Records), se halla una foto del grupo en directo en Andoáin, otra de la botella de cerveza (con las palabras «L'Odi Social» y «ospa», escritas con las letras kidnap típicas del punk, pegadas en el cristal, como si fueran la etiqueta de la botella), así como las letras de las canciones seleccionadas, acompañadas de ilustraciones, entre las cuales destaca el cómic realizado por el dibujante Carlos Azagra para la canción «Autobús nº 13» empleando sus famosos personajes «Pedro Pico» y «Pico vena».
Abre el disco la canción «Busca, busca», cuya introducción recuerda el estilo de Peter and the Test Tube Babies, dando paso a un rápido hardcore que en el ritmo y en las voces evoca a bandas como DRI. La canción, en la que se introducen algunas frases en catalán, refleja la frustración y falta de expectativas de la juventud de la época. La sigue la antes mencionada «La fiesta nazional» (ahora con 'z'), donde de nuevo se combinan pasajes muy veloces con medios tiempos que dejan espacio a pasajes de guitarra más elaborados. La segunda cara comienza con «Los cara de culo», donde se encuentra una de las más expresivas muestras de la deslenguada y a menudo escatológica lírica del cuarteto («Será que les pica el culo / son cara de culo; / será que les pica el culo: / ¡almorranas por un tubo!»). «Autobús nº 13», con pasajes de elaborada instrumentación, responde al manifiesto con el que se titula el disco («mi parada ya llegó / porque sube el revisor. / ¿Su billete, por favor? / ¡Yo soy un infractor!»). Finalmente, «Gossos de quadra» («Perros de cuadra») es un ejemplo de las habituales canciones punk contra la policía, dirigido en este caso al cuerpo de policía autonómica catalana, los Mozos de Escuadra, cuyo nombre es parodiado en el título de la canción.  Este era, pues, el contenido del primer disco de L'Odi Social, que fue editado por el Col·lectiu Matxaca, de La Roca del Vallés, colectivo asociado al grupo Suicidal Vailets.
Del influjo del disco, o por lo menos de su título, habla la siguiente cita:

«¿Cuántas veces los catalanes que eran adolescentes a mediados y finales de los ochenta se saltaban la valla de entrada del metro de Barcelona mientras decían "Que pagui Pujol!"... ? Sin duda muchas más de las que el Ayuntamiento de Barcelona querría... si éste hubiera investigado, habría dado con el origen de tan célebre frase... esos punks, marginales, agitadores, rabiosos e ingeniosos que supieron darle una patada al sistema inteligentemente. Esa banda llamada L' Odi Social.»

A la vez que el disco se grababa y después llegaba a las tiendas y distribuidoras, comenzaba la serie de participaciones en conciertos punk multibandas antes aludida. El 4 de enero de 1986, en la sala Zeleste, tocaron junto a los grupos Zero Point (Dinamarca) y Subterranean Kids en el festival de dos días "Perros No", organizado por los fanzines El Watikano Informa Anti-Fanzine, Teorías Histéricas y Voll-Ker, festival en que también actuaron Elektroputos, Así No Hay Manera y Reincidentes (banda esta última que no ha de confundirse con la banda sevillana de igual nombre). El 19 de abril de 1986, se presentaban, junto a los grupos Monstruación, Piorreah, Últimos de Cuba y otros, en el Polideportivo de Valldaura (Nou Barris, Barcelona), en el concierto «Mili-KK-Rock», contra el servicio militar obligatorio vigente en España en esos años. Poco después, L'Odi aparecieron en el multitudinario concierto «Nicaragua Rock», anunciado con un cartel diseñado por Carlos Azagra, celebrado el 10 de mayo de 1986 en el Palau d'Esports de Barcelona, con las actuaciones estelares tres de los grupos más exitosos del Rock radical vasco: Kortatu, La Polla Records y Cicatriz y la presencia de los grupos locales Electroputos y Últimos de Cuba, además de L'Odi. Este concierto dio lugar a una casete recopilatoria, con canciones de los seis grupos que tocaron, incluyendo nueve cortes de L'Odi Social. La serie prosiguió el 30 de mayo con otro concierto en Barcelona junto a BAP!!, grupo de hardcore vasco, y los grupos locales Skatalà, Monstruación (de Cornellá), Pisando Fuerte (de Santa Coloma de Gramanet) y Acción Temeraria. El 19 de julio, en fin, actuaban en el concierto «Barricada rock» (de nuevo, cartel de Azagra), junto a los vascos Tijuana in Blue y BAP!! y los grupos catalanes Anti/Dogmatikss, Pisando Fuerte y Monstruación. Esta serie de conciertos consagró a L'Odi Social como uno de los grupos más conocidos, si no el que más, de la escena hardcore barcelonesa, tanto en su propia ciudad como en el resto del país.

### Esventats: 1987-1992
Después de esta etapa de éxitos (underground), siguió una fase de cierta inactividad, en la que los conciertos llegaban más espaciados. En primavera de 1988, entraron, dos años después de haber grabado su primer disco, de nuevo en un estudio de grabación (Sonomanía), con vistas a registrar temas para un primer LP. El álbum, sin embargo, tendría que esperar otros dos años para ver la luz. De momento, se incluyó uno de los nuevos temas, «No Olimpigs» (canción, con letra en catalán, contra los Juegos Olímpicos de Barcelona previstos para 1992), así como una versión de «20 años» (que habían grabado en las sesiones del EP de 1986), en el split EP Resiste Cros 10, publicado en 1988 por NDF y Tralla Records en apoyo de la okupación de una casa de Barcelona en el barrio barcelonés de Sants. En este disco participaban también Anti/Dogmatikss y Anti-Manguis y de la portada se encargó Carlos Azagra.
Después de una gira por Alemania, llegó por fin el primer LP de L'Odi Social, en 1990, de la mano del sello independiente vasco Basati Diskak, con el título Esventats y portada de Dan Sites. El álbum contenía 13 temas, incluyendo una «Intro» y una «Outro» tituladas como el LP En este, el grupo muestra un mayor dominio instrumental, así como cierta influencia, en algunos pasajes, del crossover y thrash metal. Por primera vez (sin contar el avance del EP recopilatorio de 1988) se encuentran entre las canciones algunas con letras escritas íntegramente en catalán: «Speed» (acerca de la dependencia del sulfato de anfetamina), «No Olimpigs» (la canción contra las olimpíadas barcelonesas) y «Ataka a l'Estat» («Ataca al Estado»). Del resto de canciones, se pueden mencionar: «L'entrepà», cuyo título significa «El bocadillo», con letra (en castellano, a pesar del título) de Mimosín, el cantante de Subterranean Kids, acerca del dominio del instinto animal en el modo humano de actuar; «Piel roja», acerca de la suerte de los amerindios en la Historia de Estados Unidos; «Lentejas», en torno a la situación del proletariado; las confusas y rabiosas imágenes de la curiosamente titulada «Zombie slalom» (también conocida como «Carreras de obstáculos paseantes»)...
Dos años después, en 1992, el sello Potencial Hardcore reeditó el EP de 1986, Que pagui Pujol, como un LP completo, incluyendo los ocho temas de las mismas sesiones que habían sido excluidos del 7" original, recuperando así no solo el EP, que había sido lanzado en una tirada limitada, sino también clásicos del repertorio del grupo en vivo, inéditos en su versión de estudio, como «Ves a sapiguer qui era», «20 iguales para hoy», «Odio obedecer», «20 años» o la versión de la canción de D.R.I. «Snap».
En 1992, sin embargo, el grupo se disolvió, poniendo fin, temporalmente, a su trayectoria.

### Después de la disolución. Reuniones
Ya desde antes de la disolución, el guitarrista «Damned» se había unido a Subterranean Kids, sustituyendo al guitarrista original, Pep Val, y grabando con ellos el LP No hay tiempo en enero de 1992. Además de contribuir en la composición de las canciones, con ellos pudo grabar una canción («Neat neat neat») del grupo al que debía su alias, The Damned. Algún tiempo después, también Poly entró en las filas de Subterranean Kids, como bajista. El vocalista «Gos» se integró en la banda Monstruación como bajista, grabando con ellos el álbum Insubmissió Total en 1993, y permaneció en la banda hasta que esta se separó. Por su parte, el batería Saina dejó la música y montó una tienda dedicada al coleccionismo de juguetes.
En 1997 tuvo lugar una primera reunión del grupo, que actuó el 11 de octubre en el 2º festival antifascista «No Pasarán», en el que también participaron La Polla, Inadaptats y Speereth. A este concierto le siguió una última actuación de L'Odi Social en El Laboratorio, en Madrid, tras la cual de nuevo se disolvió la banda.
En el año 2000, el sello El Lokal editó dos CD reuniendo la mayoría de publicaciones de L'Odi: por una parte, Que pagui Pujol, reedición del LP de Potencial Hardcore, y, por otra, Barcelona No Olimpig City, donde se recogía el LP Esventats junto a algunos temas extra grabados en directo, uno de ellos («Amor i odi») inédito. Además de estos dos discos, El Lokal publicó en ese mismo año un vídeo, Piel Roja Live.
En el año 2003, «Gos» reaparece participando en la creación del grupo de versiones Insershow, donde actúa como bajista y vocalista.
En 2007, el sello BCore, dentro de una serie de ediciones similares (Subterranean Kids, HHH...), preparó la reedición del material publicado por L'Odi Social en forma de un único CD, Que Pagui Pujol + Esventats + Extras, presentado en un lujoso digipack, con fotografías inéditas, etc. y remasterización de las grabaciones originales por Santi García. En el libreto se incluía un código para obtener, a través de Internet, las letras de las canciones y las canciones grabadas en vivo del festival «Nicaragua rock» de 1986. La recopilación se puso a la venta en abril de 2008.
Con motivo de esta reedición de su música, el grupo se reunió en 2007, empezando a preparar nuevas actuaciones para el año 2008.

## Miembros
- Jordi «Gos» - voz
- Fernando Poza «Damned» - guitarra
- Josep Urpí «Poly» - bajo
- Saina - batería

## Discografía
- Cinco temas en el casete recopilatorio La lucha continúa!!! (NDF - La Virgen, 1985). (Además de Odio Social –aún con este nombre–, aparecen Anti/Dogmatikss y Autodefensa.) Los temas de Odio Social son: «20 iguales para hoy» / «Ves a sapiguer qui era» / «Turmix generation» / «Odio obedecer» / «Una vez más».
- EP Que pagui Pujol (grabado en enero de 1986; L'Odi - Col·lectiu Matxaca, 5/86): «Busca, busca» / «La fiesta nazional» // «Los cara de culo» / «Autobús nº 13» / «Gossos de cuadra».
- Nueve temas en la casete recopilatoria Nicaragua rock 10-5-86 (Coordinadora Catalana de Solidaritat amb Nicaragua, 1986). Con La Polla Records, Cicatriz, Kortatu, L'Odi Social, Electroputos y Últimos de Cuba.
- Dos temas en el EP recopilatorio Resiste Cros 10 (NDF - Tralla Records, AONAIR 004, 1988), compartido con Anti/Dogmatikss y Anti-Manguis. Los temas de L'Odi Social son «No Olimpigs» y «Veinte años».
- LP Esventats (grabado en primavera de 1988; Basati Diskak, 1990).
- LP Que pagui Pujol (Potencial Hardcore, 1992, reedición del EP de 1986 añadiendo temas grabados en las mismas sesiones: «Ves a sapiguer qui era», «Maldita heroína», «20 iguales para hoy», «Odio obedecer», «Una vez más», «20 años», «Jack sobrevive», «Snap»). Reeditado como CD en 2000 por El Lokal.
- CD Barcelona No Olimpig City (El Lokal, 2000). Es una reedición del LP Esventats con adición de temas en directo («No olimpigs», «Gossos de cuadra», «Amor i odi»).
- CD Que Pagui Pujol + Esventats + Extras (discografía completa; BCore BC 155, 4/08).

## Enlaces
- Página de L'Odi Social en MySpace (consultado el 12 de agosto de 2008)
- Entrevista (1984) de origen desconocido, en la web Mileskupitajos (consultado el 12 de agosto de 2008)
- Artículo de Ramón Mas en Absolutzine  (consultado el 12 de agosto de 2008)
- Artículo sobre la edición del CD con su discografía completa en BCore (consultado el 12 de agosto de 2008)

- Datos: Q5961204